# 海軍望楼

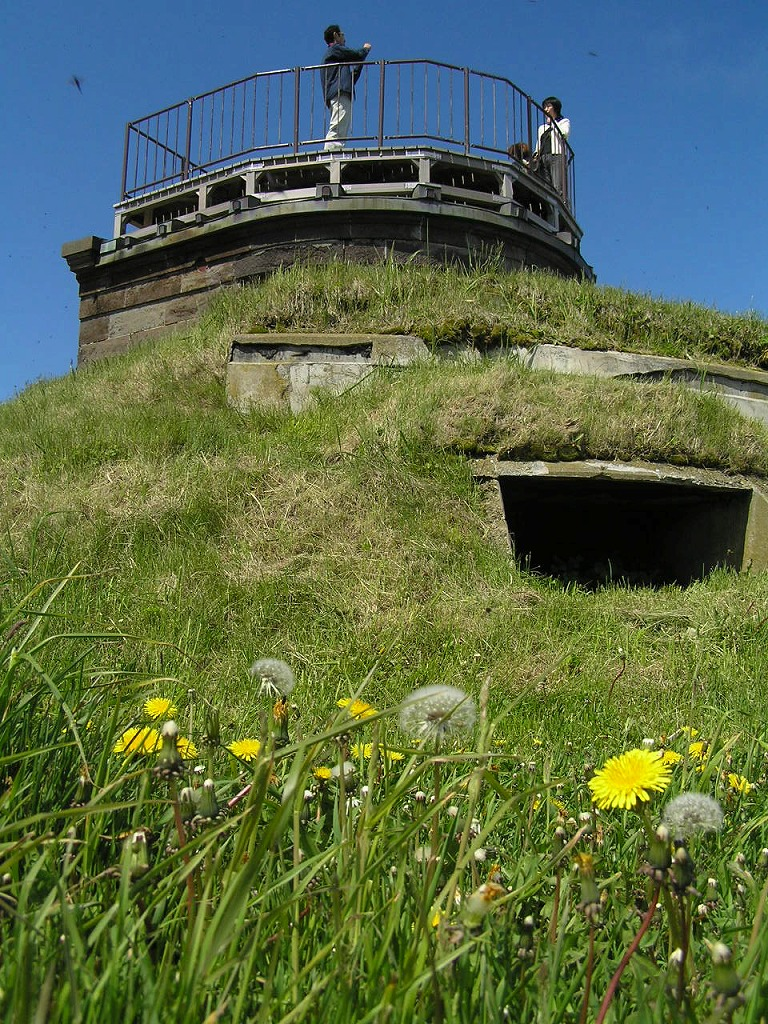
今も残る海軍望楼（宗谷岬の大岬旧海軍望楼跡）

海軍望楼（かいぐんぼうろう）は、沿岸要所に置かれた、大日本帝国海軍の望楼である。海上の見張、付近を通過する艦船との通信、気象の観測、通報、天気予報および暴風警報、海難報告などを掌った。

## 概要
その所在地名が冠称され、所管鎮守府または当該要港部に属した。
当初は望楼長と望楼手は海軍軍属の文官であったが、1913年（大正2年）以降、望楼には下士官兵が置かれ、必要に応じて海軍望楼長として兵科士官、特務士官あるいは准士官が配され、戦時、事変などでは臨時海軍軍属が置かれることになった。
第1次世界大戦後の行政整理のため、1923年（大正12年）10月19日の鹿児島県佐多望楼の撤廃を最後として、すべて廃止された。